# Покровська церква (Дігтярівка)
Церква Покрови Пресвятої Богородиці — церква в селі Дігтярівка Новгород-Сіверського району Чернігівської області України, що в 16 км від міста Новгорода-Сіверського. Церква була побудована за ініціативи і на кошти гетьмана України Івана Мазепи в 1708 році. Пам'ятник архітектури епохи українського бароко.

## Історія церкви

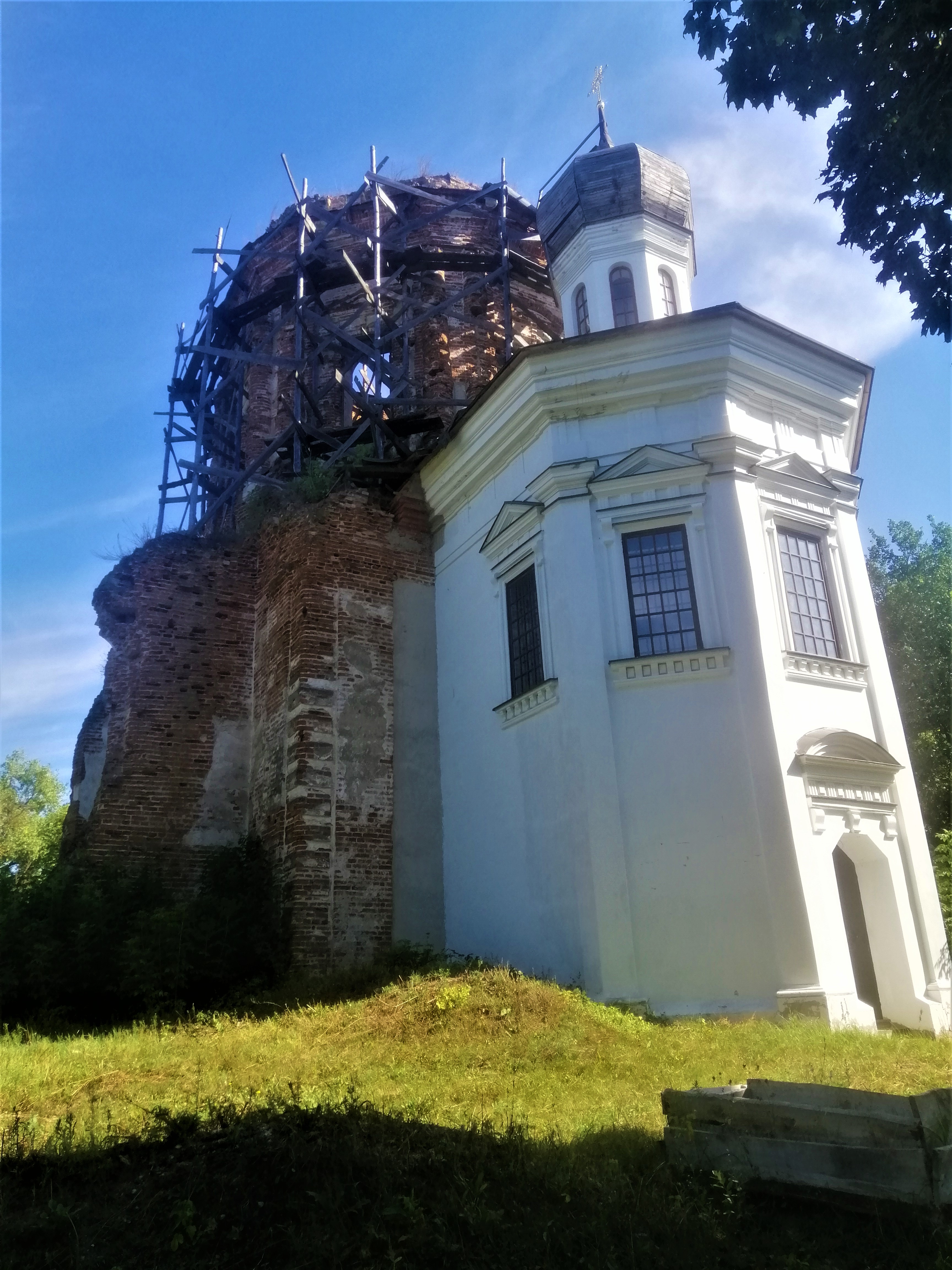
Реставрація церкви

Церква була побудована з цегли і мала п'ять куполів. На будівництво цієї церкви гетьман Мазепа виділив 15000 золотих монет. Храм відносився до юрисдикції Спасо-Преображенського монастиря в Новгород-Сіверську. Український історик С. В. Рклицький так описує церкву в часописі "Кіевская старина" (№6, 1900 р.): "Особняком от села, на высокой горе стоит Дегтяревская церковь в честь Покрова Пресв. Богородицы...Это что-то мощное, крепкое, вековое, возникшее в те далекие годы, когда подобные сооружения не строила, а именно "созидала", ...., руками своих же доморощенных мастеров-плотников, мастеров-каменщиков малороссийская знать того времени...Архитектурной своей (форма креста, пятиглавая, сжатая с боков и как-бы стремящаяся в высь с большими куполами удлиненной луковицы) она во многом напоминает Новгород-Северский Успенский собор до его переделки в конце 70-х или начале 80-х годов. Дегтяревская церковь - это  тот же Новгород-Северский собор, только не так широко задуманый, более суженный со всех четырех сторон".
Також церкві приписувалося значення стратегічної обсерваторії за часів гетьманування І. Мазепи. Вважалося, що церкву видно з Батурина і Стародуба, і в переломний для Мазепи 1708 р. ця церква слугувала місцем подачі сигналів: на її куполі у визначений час з'являлися та зникали певні умовні знаки. Гетьман, знаходячись у своїй резиденції - Батурині, мав можливість знати, що відбувається не тільки в Стародубському полку, а й в місті Стародубі...
У церкві знаходилася чудотворна ікона Божої Матері Дігтярівська, її шати також були виготовлені на кошти гетьмана, на ній зверху зображений Бог Отець, по боках Іоанн Хреститель і Архангел Михаїл, а знизу герб гетьмана Івана Мазепи. Шати до Дегтярівської ікони Божої Матері сьогодні зберігаються в експозиції Скарбниці Національного музею історії України - філії Національного музею історії України. 
Після жовтневого перевороту радянська влада зруйнувала цю церкву, знесла куполи, розкрала ікони. Однак до кінця її знищити не встигли. Під час Другої світової війни церква використовувалась як спостережний пункт, і її у центральний та східний куполи були зруйновані снарядом. В даний час вирішується питання про її відновлення. У 2009 році почалися реставраційні роботи, під час яких було відновлено один з приділів церкви, але через припинення фінансування відреставрована частина не була навіть накрита надійним дахом. Наразі реставраційні роботи призупинено.
У січні 2021 р. предстоятель православної церкви України митрополит Епіфаній повідомив, що ПЦУ відновлює реставраційні роботи в церкві Покрови Пресвятої Богородиці та планує їх довести до логічного завершення.
На кінець 2021 року споруда знаходиться в аварійному стані. За інформацією Чернігівської ОДА, ресурси на реставрацію храму на 2021 та 2022 роки не заплановані. Громадські активісти ініціювали збір коштів через благодійний фонд на порятунок відреставрованої, але занедбаної частини церкви, для чого планують зібрати 140 тисяч гривень, а також ініціювали звернення до Чернігівської ОДА та Новгород-Сіверської влади з приводу підготовки науково-проєктної документації на протиаварійні роботи для отримання акту поточного стану і визначення пріоритетності робіт.
В 2023 році Православна церква України оголосила що має намір залучити благодійний фонд Івана Мазепи, створений в 2022 році для відбудови церкви.

## Значення церкви в історії

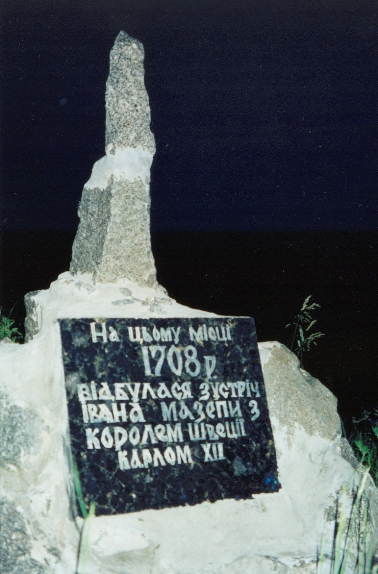
Пам'ятний знак в Дігтярівці

За відомостями дослідника гетьманства Мазепи — Сергія Павленка, в цій церкві гетьман Мазепа молився напередодні прийняття рішення про перехід на сторону короля Карла ХІІ проти Московського царства у Північній війні. Саме звідси, 30 жовтня 1708 року, Іван Мазепа відправив лист Стародубському полковнику Івану Скоропадському про необхідність проведення дій, спрямованих проти московського царя Петра І. Також в 300 метрах від цієї церкви відбулася перша зустріч гетьмана Мазепи і короля Карла ХІІ. На цьому місці новгород-сіверські краєзнавці встановили пам'ятний знак.